# Bobby Fischer
Robert James "Bobby" Fischer, född 9 mars 1943 i Chicago i Illinois, död 17 januari 2008 i Reykjavík på Island, var en amerikansk stormästare i schack. Han blev 1 september 1972 den förste amerikanen att vinna världsmästerskapet i schack då han vann sista partiet i matchen mot den ryske titelhållaren Boris Spasskij. Matchen spelades i Reykjavík under det pågående kalla kriget, vilket gjorde den till förstasidesstoff under flera veckor samtidigt som den beskrevs som "århundradets match". 
Fischer bodde på Island och var från 2004 isländsk medborgare. Han har förutom sina framgångar på schackbrädet också blivit omtalad för sin antisemitism och förintelseförnekelse och betraktats som ett mytomspunnet, excentriskt geni. Enligt dokumentärfilmen Bobby Fischer Against the World från 2011 är Fischer den bästa schackspelaren genom tiderna. I filmen Pawn Sacrifice från 2014, som porträtterar Fischers liv, spelas han av Tobey Maguire.

## Biografi

### Uppväxt
Robert James Fischer föddes i Chicago, USA. Hans mor var en naturaliserad polsk/tysk-judisk kvinna vid namn Regina Wender, som var född i Schweiz, men uppvuxen i St Louis. Fadern antogs länge vara hennes man Hans-Gerhardt Fischer, men 2002 kom det fram material som tyder på att det snarare var en ungersk-judisk fysiker vid namn Paul Nemenyi.
Bobby Fischer växte upp med sin familj i Lincoln Place i Brooklyn i New York och lärde sig schackets grunder vid sex års ålder. Vid 11 års ålder började han satsa seriöst och förbättrades anmärkningsvärt snabbt. Som trettonåring vann han mot Donald Byrne i ett parti som snabbt fick benämningen "århundradets parti".

### Tidig schackkarriär
Fischer vann den amerikanska juniormästartiteln både 1956 och 1957 och hade även andra framgångar. Därför blev han inbjuden att delta i det amerikanska mästerskapet 1957/58, som han vann endast 14 år gammal. Han blev därmed kvalificerad att delta i en  interzonal i Portorož, första steget mot att få en match mot världsmästaren. Han fick 12/20 poäng, kvalificerade sig vidare, och blev vid 15 års ålder den dittills yngste stormästaren.
Under de följande åren deltog Fischer i flera internationella turneringar. I Mar del Plata 1960 delade han förstaplatsen med Boris Spasskij. Detta var första gången de träffades. Spasskij var 6 år äldre än Fischer, och han vann deras inbördes möte.
Fischer vann också de amerikanska mästerskapen varje gång han deltog, vilket han gjorde 1957 – 1958: 10,5/13 poäng; 1958 – 1959: 8,5/11; 1959 – 1960: 9/11; 1960 – 1961: 9/11; 1962 – 1963: 8/11; 1963 – 1964: 11/11; 1965 – 1966: 8,5/11; 1966 – 1967: 9,5/11. 
Efter att 1962 ha vunnit den starka interzonalen i Stockholm med 17.5/22 var han en av favoriterna till nästa kvalifikationsturnering i Curaçao samma år. Det gick dock mindre bra, och han slutade på fjärde plats. Han skyllde sitt dåliga resultat på spelformen där alla mötte alla, och anklagade sovjetspelarna för att avsiktligt spela remi (oavgjort) mot varandra för att ägna sin energi åt att vinna mot honom. Dessa tankar presenterade han i artikeln The Russians Have Fixed World Chess, i Sports Illustrated, augusti 1962. Det fick också till följd att reglerna ändrades i de kommande VM-kvalificeringarna. Han tävlade sparsamt 1963–1965, och deltog inte i interzonalen 1964. Däremot deltog han i en turnering i Havanna 1965, dit han dock inte fick inresetillstånd. Det löstes genom att Fischer satt i New York och dragen förmedlades via teleprinter till Havanna och Fischer slutade en halvpoäng efter segraren. Under 1966 deltog han i den starka turneringen Piatgorsky Cup i Santa Monica, där han blev tvåa efter Spasskij, och senare i schackolympiaden. Lite mer regelbundet spel blev det 1967 då Fischer deltog i ett antal turneringar där han vann samtliga innan han ställde upp i nästa interzonal, som då gick i Sousse. Efter att ha fått 8,5 poäng på de första 10 partierna, kom han i dispyt med arrangörerna om turneringsreglerna och åkte hem.
Större delen av 1968 och hela 1969 tog han ännu en time-out från schacket. 1970 återvände han och vann överlägset en stark turnering i Buenos Aires. Efter ytterligare några turneringssegrar samma år deltog han i interzonalturneringen i Palma de Mallorca. Här slutade han på första plats med 18,5/23 poäng, 3,5 poäng före närmaste motståndare. Därmed var han kvalificerad till utslagsmatcher mot andra utmanare som skulle utmynna i en utmanare mot världsmästaren Boris Spasskij.
Fischer mötte först sovjetspelaren Mark Taimanov, en stark stormästare som bland annat vunnit de sovjetiska mästerskapen 1956. Fischer vann matchen överlägset genom att vinna sex raka partier. Sedan mötte han dansken Bent Larsen, som vid den tiden ansågs vara den bäste spelaren utanför Sovjetunionen. Fischer vann även den matchen med sex raka vinster. I den sista matchen mötte Fischer förre världsmästaren Tigran Petrosian. Även här vann han övertygande med 6,5–2,5, och bara en förlust, tre remier och fem vinster. Denna fullständiga kross av samtliga utmanare saknar motstycke i schackvärlden. Därmed fick han möjlighet att utmana Spasskij om VM-titeln.

### VM-matchen i Reykjavík
Matchen om världsmästartiteln mot Boris Spasskij spelades i Reykjavík 1972. Den fick stor medial uppmärksamhet och presenterades bland annat som en match mellan individen Fischer mot det sovjetiska kollektivet. Matchen började kaotiskt med att Fischer inte ville dyka upp. Han klagade bland annat på att prissumman var för låg. Till sist ställde en amerikansk miljonär (Slater) upp med sådana ekonomiska garantier att han infann sig i Reykjavík, men gick inte på öppningsceremonin.
Fischer hade före matchen aldrig vunnit ett parti mot Spasskij (två remier och tre förluster) men efter att ha vunnit övertygande i kandidatmatcherna var han ändå förhandsfavorit. Matchen spelades som bäst av 24 partier. Slutade matchen 12–12, skulle mästaren få behålla titeln.
I det första partiet förlorade Fischer efter ett spekulativt vinstförsök i en remiställning. Inför det andra partiet krävde Fischer bland annat att alla kameror i lokalen och de främsta åskådarraderna skulle tas bort för de störde honom. När arrangörerna inte kunde godta detta krav, lämnade Fischer walk-over till det andra partiet och låg då under med 2–0. Fischer övervägde att helt lämna Island men spektaklet gick vidare. Inför tredje partiet var Fischer återigen missnöjd med spelmiljön och krävde att få spela i ett rum utan åskådare och TV-kameror. Att Spasskij gick med på detta har kallats en psykologisk blunder, även av Spasskij själv. 
Spasskij spelade sedan skakigt i flera partier medan Fischer spelade med stor energi. Fischer vann det tredje partiet, och vann även det femte, sjätte, åttonde och tionde för att få en ledning med tre poäng. Spasskij lyckades bara vinna ett parti till. Fischer vann slutligen matchen med 12,5–8,5.

### Efter VM-matchen

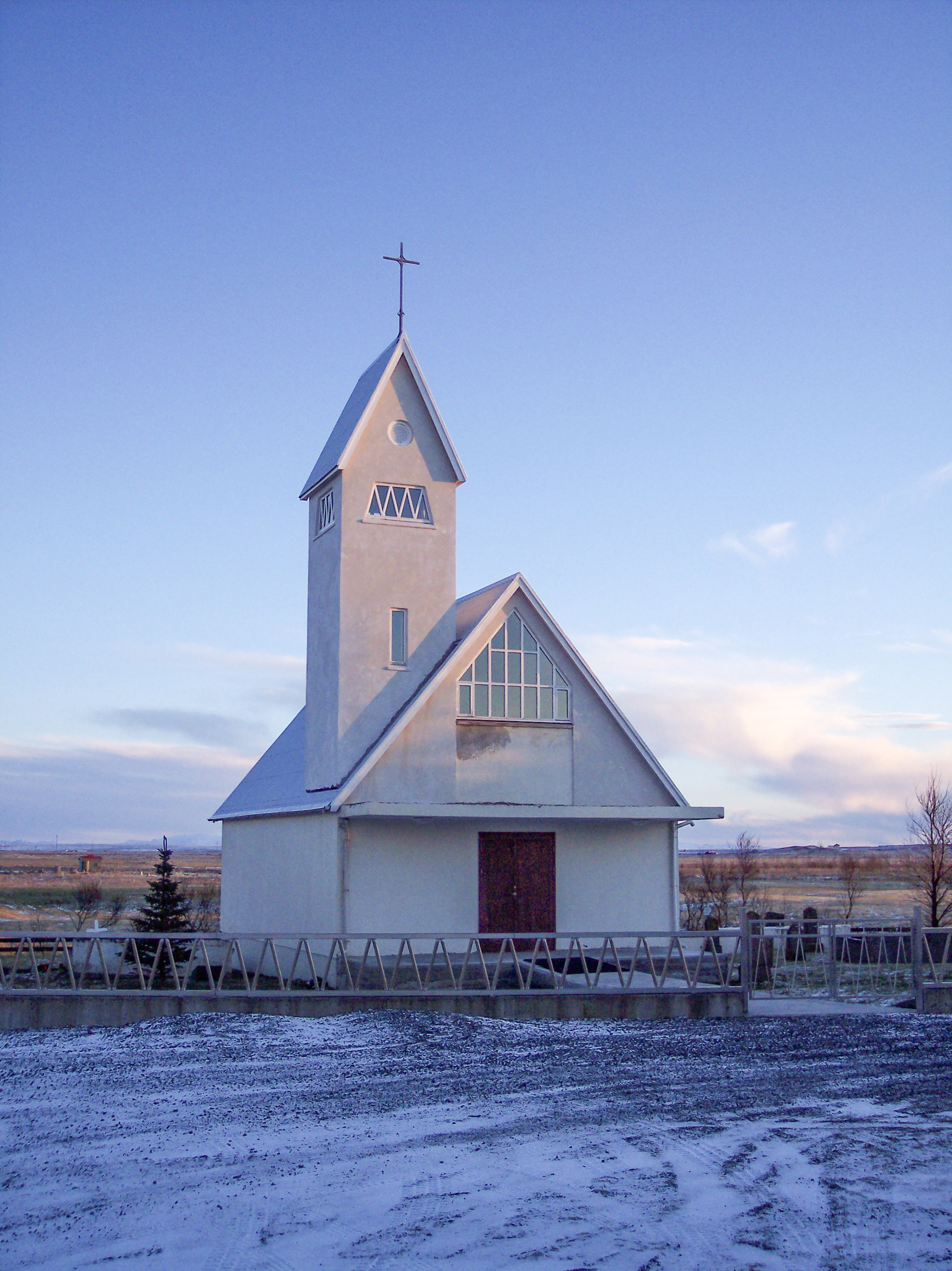
Laugardæla kyrka

Fischer drog sig tillbaka från schackvärlden efter matchen i Reykjavík. Han förlorade enligt världsschackförbundet världsmästartiteln den 3 april 1975 då han vägrade möta utmanaren Anatolij Karpov eftersom Fischers villkor för matchen inte accepterades av världsschackförbundet. Fischer erkände sig aldrig besegrad som världsmästare.
Vid denna tid levde han i Pasadena och var associerad med en amerikansk undergångssekt kallad Worldwide Church of God. Han höll låg profil och gav inga intervjuer. 
År 1988 sökte han patent på en digital schackklocka som lade till tid för varje gjort drag. Dessa klockor är numera standard i många schackturneringar.

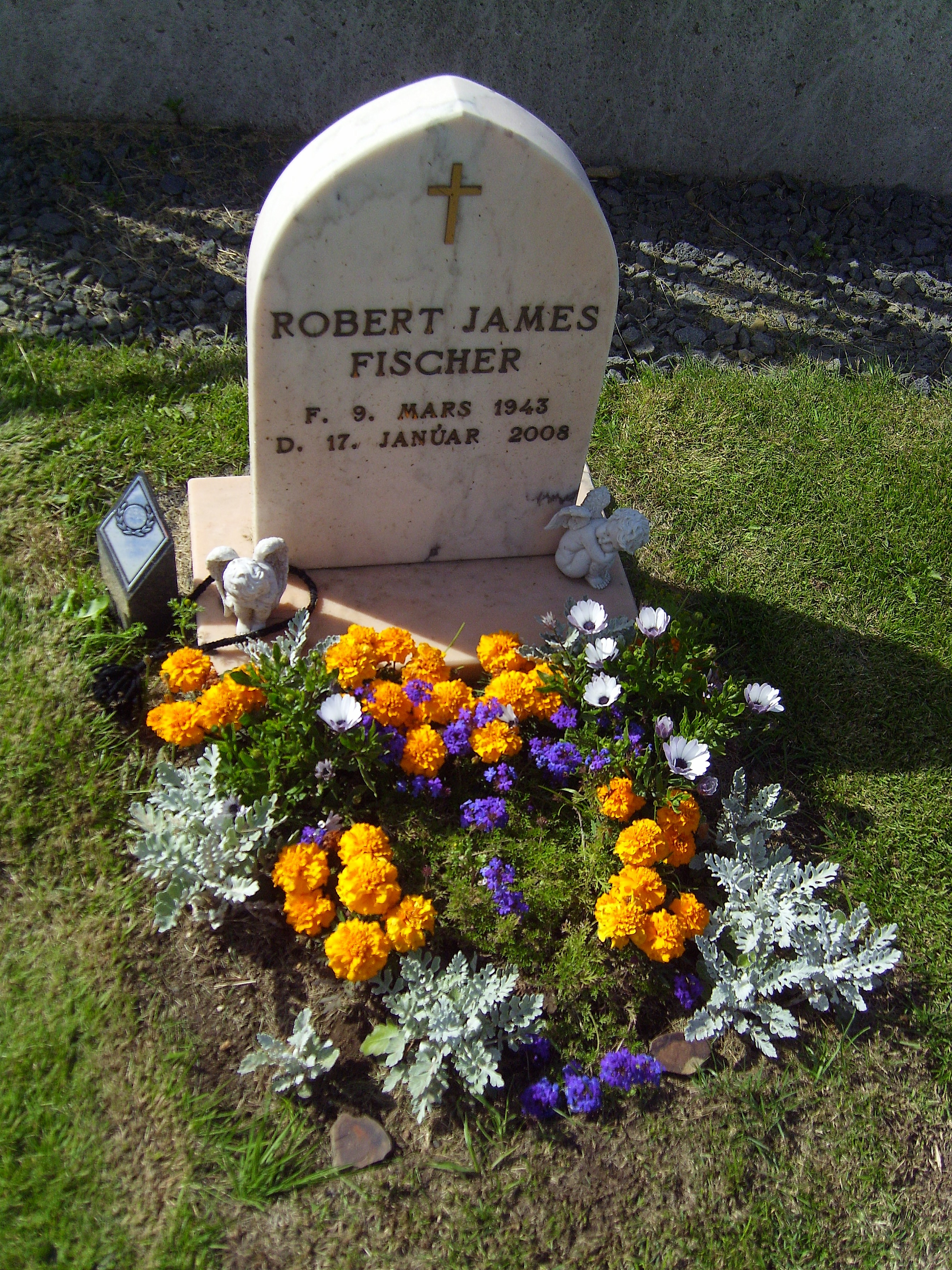
Bobby Fischers grav vid Laugardæla kyrka, Selfoss, Island.

Under 1992 gjorde han en uppmärksammad comeback och mötte åter Spasskij, och satte världsmästartiteln på spel i Belgrad, ditlockad av den 5 miljoner USA-dollar höga prissumman. Fischer vann matchen mot den åldrande Spasskij med 17½–12½. Amerikanska myndigheter ansåg att matchen bröt mot USA:s sanktioner mot Jugoslavien. Efter att president George Bush senior själv fattat egna lagar och skrivit under ett dekret som förbjöd Fischer att spela schack. Fischer (men inte de andra involverade) blev nu jagad och riskerade åtal om han återvände till USA. Under följande åren bodde han omväxlande i Ungern, Japan och på Filippinerna. 
År 1996 förklarade han att normalt schack var "dött" eftersom det hängde för mycket på öppningskunskap. Han utvecklade därför en egen schackvariant, där pjäserna på första raden sätts i en av 960 olika positioner. Denna variant kom att kallas Fischer Random Chess.
Under 1999 började han ge radiointervjuer, den första i Ungern och sedan följde ytterligare ett 30-tal från Filippinerna. I dessa ger han bland annat uttryck för stark antisemitism och anklagar Garri Kasparov för att vara en bedragare. År 2000 gifte han sig även med en filippinsk kvinna och uppgavs ha fått dotter med henne. Efter Fischers död togs emellertid DNA-prover som visade att Fischer inte var flickans far. Den isländska högsta domstolen erkände den 8 april 2011 istället den japanska hustrun Miyoko Watai som Fischers rättmätiga arvtagare.
Den 12 september 2001 (bara några timmar efter 11 september-attackerna) gav han en intervju där han hyllade attackerna mot World Trade Center, hoppades på George W. Bushs död, revolution i USA och att alla judar skulle sättas i fängelse.
Fischers uttalanden var impopulära i USA, och 2003 drogs hans pass in av de amerikanska myndigheterna; de underrättade emellertid inte Fischer om detta och gjorde inte heller informationen tillgänglig för media. Det finns heller inga tydliga bevis för att Fischers pass inte drogs in i efterhand. En annan sak som talar för att passet inte drogs in 2003 var att Fischer gjorde ett flertal flygresor till bland annat Schweiz, Filippinerna, Macao och Japan under 2003–2004. Amerikanska ambassaden i Schweiz infogade exempelvis fler blad för stämplar. Enligt lagen ska amerikanska myndigheter underrätta innehavaren och Fischer hävdade hela tiden att man icke gjort så. När han 2004 skulle resa från Japan till Filippinerna, arresterades han av den japanska polisen. För att undvika att bli utlämnad till USA, där han fruktade att bli mördad, sökte han politisk asyl i Japan, något som han nekades. Den 24 augusti 2004 beslöt Japan att utlämna Fischer. Fischer överklagade beslutet och beviljades 8 september 2004 uppskov till saken avgjorts av domstol. Den 27 oktober sökte Fischer politisk asyl på Island. Fischer sökte senare också isländskt medborgarskap vilket han fick. Han bodde sedan i Reykjavík på Island medan hans japanska fru Miyoko Watai pendlade mellan Japan och Island. Det finns en del oklarheter kring detta giftermål och hur arvet har eller skall delas.
Under hösten 2007 drabbades Fischer av medicinska problem och var under en period inlagd på sjukhus. Han dog slutligen av njursvikt den 17 januari 2008 vid 64 års ålder. Fischer kunde mottagit vård och dialys men vägrade detta.
Fischer är begravd på kyrkogården vid Laugardæla kyrka utanför Selfoss, 60 km sydöst om Reykjavík.